# 阿拉巴姆鎮區 (阿肯色州麥迪遜縣)
阿拉巴姆鎮區（英語：Alabam Township）是位於美國阿肯色州麥迪遜縣的一個行政鎮區。

## 地方資料
根據2010年美國人口普查的數據，阿拉巴姆鎮區的面積為150.00平方千米，當中陸地面積為149.10平方千米，而水域面積為0.90平方千米。當地共有人口1261人，而人口密度為每平方千米8人。